# Kanton Olivet
Kanton Olivet (francouzsky Canton d'Olivet) je francouzský kanton v departementu Loiret v regionu Centre-Val de Loire. Tvoří ho tři obce.

## Obce kantonu
- Olivet
- Saint-Hilaire-Saint-Mesmin
- Saint-Pryvé-Saint-Mesmin